# 1398年
| 千纪： | 2千纪 |
| 世纪： | 13世纪 \| 14世纪 \| 15世纪                                                                                 |
| 年代： | 1360年代 \| 1370年代 \| 1380年代 \| 1390年代 \| 1400年代 \| 1410年代 \| 1420年代                           |
| 年份： | 1393年 \| 1394年 \| 1395年 \| 1396年 \| 1397年 \| 1398年 \| 1399年 \| 1400年 \| 1401年 \| 1402年 \| 1403年 |
| 纪年： | 戊寅年（虎年）；明洪武三十一年；越南光泰十一年，建新元年；日本應永五年                                     |

## 大事记
- 3月15日——越南陳順宗被迫讓位給他三歲的兒子陳少帝。
- 6月25日——明朝惠帝朱允炆继位。
- 12月17日——帖木兒擊敗了德里蘇丹國最後一位統治者。經過四年的內戰，這個統治者被削弱了。 帖木兒的伊斯蘭軍隊劫掠了德里，並屠殺數十萬印度教徒。
- 朝鲜半岛發生第一次王子之乱，李芳果继位。
- 勃艮第公爵菲利普二世撤銷對亞維農教廷的支持。
- 立陶宛大公維陶塔斯為針對金帳汗國的十字軍入侵做準備的過程中，將薩莫吉希亞割讓給條頓騎士團。
- 立陶宛大公維陶塔斯進攻克里米亞並在那裡建了一座城堡。受到這次成功戰役的鼓舞，維陶塔斯和波蘭國王瓦迪斯瓦夫二世贏得了由博義九世賦予的組織進攻蒙古人的十字軍的機會，連帶使條頓騎士團失去了進一步進攻立陶宛大公國的藉口與名分。

## 出生
- 于谦，明朝大臣（逝世1457年，59岁）
- 蒯祥，中国明代建筑师（逝世1481年，83岁）
- 门多萨，西班牙诗人（逝世1458年，60岁）[來源請求]

## 逝世
- 1月31日：崇光天皇（1334年出生）
- 3月30日：晋恭王朱棡（1358年出生）
- 6月24日：明太祖朱元璋（1328年出生）